# Ellen G. White
Ellen Gould White (26 de novembre de 1827 -- 16 de juliol de 1915) va ser una cristiana estatunidenca considerada pionera en l'establiment de l'Església Adventista del Setè Dia. Els membres d'aquesta església la consideren una líder eclesiàstica i una profeta.
Filla de Roberto i Eunice Harmon, Ellen G. White fou una figura controvertida en el seu temps i encara genera moltes discussions, especialment entre els altres grups cristians, i els grups no religiosos. Afirmava haver rebut visions després de no complir-se la segona vinguda de Jesús que William Miller, del qual era seguidora, havia fixat per a l'octubre de 1844. Les visions de White foren la base per considerar que tenia el "do de la profecia", motiu pel qual alguns creients van donar gran importància als seus escrits. Els adventistes creuen que experimentà prop de 2.000 visions. Per altra banda els cristians no adventistes, els no-religiosos i fins i tot alguns adventistes consideren en canvi que aquestes visions eren provocades per una epilèpsia del lòbul temporal resultat d'una lesió patida a l'edat de nou anys.

## Cronologia
- 1827 Neix el 26 de novembre a Gorham (Maine). Filla de pares metodistes, Robert Harmon y Eunice Gould.
- 1836 En tornar de l'escola una companya li llança una pedra a la cara i la deixa tres setmanes en coma.
- 1840 Conversió assistint a una "reunió campestre" metodista, assisteix per primera vegada a una conferència de William Miller.
- 1842 Batejada a l'edat de 15 anys en l'Església Metodista.
- 1844 Es produeix la Gran Decepció de 1844 en què s'esperava la segona vinguda de Jesús.
- 1846 Es casa amb James White
- 1847 Neix el seu fill Henry Nichols White.
- 1849 Neix el seu fill James Edson White.
- 1851 Edita A Sketch of Christian Experience.
- 1854 Neix el seu fill William Clarence White.
- 1855 La família White s'instal·la a Battle Creek (Michigan).
- 1858 Edita Spiritual Gifts (volum 1).
- 1860 Neix el seu fill John Herbert White, que mor tres mesos més tard.
- 1863 Inauguració de l'Església Adventista del Setè Dia de Battle Creek, mort de Henry White als 16 anys.
- 1873 El matrimoni White anima el jove adventista John Harvey Kellogg (futur responsable del sanatori de Battle Creek i creador dels famosos Corn Flakes el 1894) a fer estudis de medicina i d'administració.
- 1881 Mort de James White als 60 anys.
- Viatge a Europa: Anglaterra, Suïssa, França, Itàlia, Alemanya, Dinamarca, Noruega i Suècia.
- 1888 S'oposa al legalisme majoritari dels delegats de l'Associació General de Minneapolis. Primera versió The Great Controversy (La gran controvèrsia).
- Viatge a Austràlia i Nova Zelanda.
- 1892 Publica Steps to Christ. (El camí a Crist).
- 1896 Publica Thoughts from the Mount of Blessing.
- 1898 Publica The Desire of Ages.
- 1900 S'instal·la a Elmshaven (Califòrnia), Christ's Object Lessons.
- 1903 Publica Education (Educació).
- 1905 Publica The Ministry of Healing
- 1909 Publica Testimonies for the Church.
- 1911 Publica The Acts of the Apostles (Fets dels apòstols), correcció de The Great Controversy, segona publicació de l'obra.
- 1915 Mort el 16 juliol, als 88 anys.
- 1919 El president de l'"Associació General", Arthur Daniells, convida 65 investigadors per reflexionar sobre la naturalesa i la inspiració del profetisme d'Ellen G. White.